# Таен македонски комитет
Тайният македонски комитет е сдружение на македонски студенти в София. Целта на комитета била борба против българското влияние в Македония и разпространяване идеите на македонизма. Комитетът бил основан в 1885 година и действувал нелегално. Той се опитвал да разпространява сред македонските младежи идеята за отделна македонска народност, за възстановяване на Охридската архиепископия и за налагане на отделен македонски книжовен език. Основателите му били четирима студенти в Софийския университет - Наум Евров, Коста Групчев, Темко Попов и Васил Карайовов. Комитетът бил открит от българските власти и разтурен. По-голямата част от членовете му емигрират в Сърбия. През 1886 година на заседание в Белград те приемат своя програма, съгласувана със сръбското правителство. Сдружението е подкрепено от сръбската държава. В съответствие с програмата през същата година в Цариград е създадено Дружество на сърбомакедонците.

## Членове
- Димитър Алексиев
- Коста Гиновски
- Коста Групчев
- Наум Евров
- Васил Карайовов
- Михаил Йорданов
- Емануил Георгиев
- Христо Чумеров
- Темко Попов
- Георги Костов
- Никола Йосифов